# ایماگاوا اوجیترو
ایماگاوا اوجیترو (انگلیسی: Imagawa Ujiteru; ۱ ژانویهٔ ۱۵۱۳ – ۷ آوریل ۱۵۳۶) یک سامورایی اهل ژاپن و دهمین رهبر خاندان ایماگاوا بود. پدر وی ایماگاوا اوجیچیکا نام داشت. وی همچنین برادر بزرگتر یازدهمین رهبر این خاندان، ایماگاوا یوشیموتو بود.